# Odontolabis femoralis waterstradti
Odontolabis femoralis waterstradti es una subespecie de coleóptero de la familia Lucanidae.

## Distribución geográfica
Habita en Borneo.